# Feketefarkú trogon
A fehérszemű trogon (Trogon melanurus) a madarak osztályába a trogonalakúak (Trogoniformes) rendjébe és a trogonfélék (Trogonidae) családjába  tartozó faj.
A magyar név forrással nem megerősített, lehet, hogy az angol név tükörfordítása (Black-tailed Trogon).

## Előfordulása
Bolívia, Brazília, Kolumbia, Ecuador, Francia Guyana, Guyana, Panama, Peru, Suriname és Venezuela területén honos. Erdők lakója.

## Alfajai
- Trogon melanurus eumorphus
- Trogon melanurus macroura
- Trogon melanurus melanurus
- Trogon melanurus mesurus
- Trogon melanurus occidentalis

## Életmódja
Gyümölcsökkel és rovarokkal táplálkozik.